# Asilus sericans
Asilus sericans är en tvåvingeart som beskrevs av Walker 1857. Asilus sericans ingår i släktet Asilus och familjen rovflugor. Inga underarter finns listade i Catalogue of Life.